# USS S-42 (SS-153)
L'USS S-42 (SS-153) est un sous-marin de la classe S construit pour l'United States Navy peu après la Première Guerre mondiale.
Construit au chantier naval Bethlehem Shipbuilding Corporation de Fore River, à Quincy (Massachusetts), sa quille est posée le 16 décembre 1920, il est lancé le 30 avril 1923, parrainé par Mme Henry A. Hutchins, Jr., et mis en service le 20 novembre 1924, sous le commandement du lieutenant John « Babe » Brown.

## Historique
Durant l'entre-deux-guerres, il sert principalement dans la région de Panama et, après 1927, opère le long de la côte ouest et dans les eaux d'Hawaï. Ces missions comprennent quelques retours occasionnels au Panama et dans les Caraïbes pour participer aux exercices de la flotte américaine. De 1936 à 1941, le S-42 est de nouveau basé à Coco Solo, dans la zone du canal de Panama.
Après des travaux de modernisation et un bref service au large des Bermudes, le S-42 retourne dans la région de Panama, où il reste jusqu'au début de 1942. Après son transfert dans les eaux australiennes, il débute les opérations de combat à la fin avril 1942. Lors d'une patrouille au large de la Nouvelle-Irlande le 11 mai 1942, il torpille et coule le mouilleur de mines japonais Okinoshima au cours duquel il est endommagé lorsque l'ennemi contre-attaque avec des charges de profondeur. Au cours de sa deuxième patrouille de guerre, en juillet 1942, il débarque un officier du renseignement australien en Nouvelle-Bretagne. Ses deux patrouilles suivantes sont effectuées dans la région des îles Salomon en août-novembre, à l'appui de la campagne de Guadalcanal en cours.
Le S-42 revient aux États-Unis plus tard en 1942 et passe les mois suivants en révision et en formation. Il sert dans les Aléoutiennes d'août 1943 à février 1944, mais des problèmes mécaniques écourte son unique patrouille de guerre. Le sous-marin désuet est ensuite envoyé dans le sud-ouest du Pacifique, où il opère dans les zones de Nouvelle-Guinée et des îles de l'Amirauté. Bien que principalement affecté à la formation de la lutte anti-sous-marine, le S-42 est employé pour une mission de débarquement d'un groupe de renseignement sur l'île Halmahera en août 1944. Par la suite, il continue son service de formation ASM dans l'Amirauté jusqu'en février 1945, date à laquelle rejoint San Diego, en Californie, pour assumer des fonctions similaires. L'USS S-42 est retiré du service en octobre 1945, plusieurs semaines après la fin de la guerre du Pacifique, puis vendu pour démolition en novembre 1946.